# Freie-Partie-Europameisterschaft 1968

Logo CEB (ausrichtender Verband)

Veranstaltungsort: Lorient

Die Freie-Partie-Europameisterschaft 1968 war das 14. Turnier in dieser Disziplin des Karambolagebillards und fand vom 28. November bis zum 1. Dezember 1968 in Lorient statt. Es war die dritte Freie-Partie-Europameisterschaft in Frankreich.

## Geschichte
Bei seiner ersten Freie-Partie-Europameisterschaft holte sich der Spanier José Gálvez gleich den Titel. Erstmals erreichten die drei Ersten des Turniers jeweils einen GD von über 100 Punkten. Gestartet wurde das Turnier mit zehn Akteuren. Nach der ersten Partie gegen Heinrich Weingartner musste der zweimalige Sieger Henk Scholte krankheitsbedingt das Turnier beenden. Ludo Dielis und Klaus Hose, zwei spätere Europameister, qualifizierten sich erstmals für das Turnier.

## Modus
Gespielt wurde in einer Finalrunde „Jeder gegen Jeden“ bis 500 Punkte.
1. MP = Matchpunkte
2. GD = Generaldurchschnitt
3. HS = Höchstserie

## Abschlusstabelle
| MP    | Match Points (Sieger = 2; Unentschieden = 1; Verlierer = 0) |
| Pkte. | Erzielte Karambolagen                                       |
| Aufn. | Benötigte Versuche                                          |
| GD    | Generaldurchschnitt                                         |
| BED   | Bester Einzeldurchschnitt eines Spielers                    |
| HS    | Höchstserie                                                 |
|       | Bester GD des Turniers                                      |
|       | Bester ED des Turniers                                      |
|       | Beste HS des Turniers                                       |
|       | 1. Platz (Gold)                                             |
|       | 2. Platz (Silber)                                           |
|       | 3. Platz (Bronze)                                           |

| Platz                      | Name                 | MP   | Pkte | Aufn. | GD     | BED    | HS  |
| -------------------------- | -------------------- | ---- | ---- | ----- | ------ | ------ | --- |
| 1                          | José Gálvez          | 16:0 | 4000 | 27    | 148,14 | 500,00 | 500 |
| 2                          | Antoine Schrauwen    | 13:3 | 3911 | 32    | 122,21 | 250,00 | 500 |
| 3                          | Jean Marty           | 12:4 | 3437 | 19    | 180,89 | 500,00 | 500 |
| 4                          | Ludo Dielis          | 10:6 | 2859 | 43    | 66,48  | 500,00 | 500 |
| 5                          | Klaus Hose           | 8:8  | 2391 | 45    | 53,13  | 100,00 | 494 |
| 6                          | Jean-Pierre Poupon   | 6:10 | 2267 | 46    | 49,28  | 125,00 | 453 |
| 7                          | Joop Roodenburg      | 4:12 | 2002 | 39    | 51,33  | 71,42  | 291 |
| 8                          | Heinrich Weingartner | 3:13 | 1448 | 38    | 38,10  | 250,00 | 483 |
| 9                          | Alphonse Grethen     | 0:16 | 515  | 45    | 11,44  | –      | 109 |
| Turnierdurchschnitt: 68,35 |                      |      |      |       |        |        |     |